# Томас Флеммінґ
Томас Флеммінґ (нім. Thomas Flemming, 14 липня 1967) — німецький плавець.
Призер Олімпійських Ігор 1988 року.
Чемпіон світу з водних видів спорту 1986 року.
Чемпіон Європи з водних видів спорту 1987 року, призер 1989 року.